# Моськовка
Моськовка (укр. Моськівка) — село,
Сосоновский сельский совет,
Нововодолажский район,
Харьковская область.
Код КОАТУУ — 6324284705. Население по переписи 2001 года составляет 146 (76/70 м/ж) человек.

## Географическое положение
Село Моськовка находится на расстоянии в 1 км от сёл Сосоновка, Головновка и Стулеповка.